# Zornica
 Ovo je glavno značenje pojma Zornica. Za druga značenja pogledajte Zornica (razdvojba).
Zornica (lat. rorata, mn. rorate) je ranojutarnja sveta misa u vrijeme Došašća.
Zornice su vrlo raširene u hrvatskom vjerničkom puku. Obično se služe u 6 ili 7 sati ujutro, u ranu zoru. Simboliziraju budnost kršćana u vrijeme priprave za Božić, ali i na konačni Isusov dolazak na kraju vremena. Kršćani nastoje bdjeti nad svojim životom, ali i nad tuđim životima, da ne izgube vječni život. Zornice imaju svečan ugođaj. 
U došašću su svakog jutra zornice puku omiljene rane mise koje imaju pokornički značaj, jer valja ustati vrlo rano da se stigne u crkvu. Predstavljaju stoga neki oblik četverotjednog trajnog odricanja od sna. Svoj početak imaju još u srednjem vijeku.
Hrvatske adventske pjesme imaju marijansko obilježje, pjevaju se i na zornicama. Neke od poznatijih su: "Padaj s neba", "Zlatnih krila", "O Marijo, ti sjajna zornice", "Poslan bi anđeo Gabrijel", "Ptičice lijepo pjevaju", "Visom leteć ptice male". U tim adventskim pjesmama izražava se radost skorom dolasku Božića i potiče se vjernike na duhovnu pripravu za svetkovinu Božića te se iskazuje štovanje Blaženoj Djevici Mariji.
Zornica se zove i božićna sv. misa u ranu zoru. Ta misa zornica nas poziva na poklon djetetu Isusu rođenom u jaslama zajedno s poniznim pastirima, na uočavanje divnih Božjih djela i slavljenje Boga za njih.
Missas do parto su zornice koje se slave od 16. do 24. prosinca na Madeiri kao božićna devetnica.